# Дзяоджоуски залив (мост)
Мостът „Дзяоджоуски залив“ (на традиционен китайски: 膠州灣跨海大橋, на опростен китайски: 胶州湾跨海大桥, на пинин: Jiāozhōuwān Kuàhǎi Dàqiáo) е един от най-дългите мостове в света, разположен в източнокитайската провинция Шандун.
Съоръжението пресича Дзяоджоуския залив и свързва Окръг Хуандао с град Циндао и съседния остров Хондао (на моста има 3 входни/изходни точки, виж на картата).

## Описание
Мостът е с дължина 42,5 км и скъсява разстоянието между Циндао и Окръг Хуандао и до 31 км, а така също и времето за пътуване наполовина (от повече от 40 минути до около 20 минути).
Мостът на Дзяоджоуския залив e открит на 30 юни 2011 г. и поставя рекорд на Гинес за най-дългия мост над вода в света света.

## История
Построяването на моста отнема 4 години, при което са били заети най-малко 10 000 души. Мостът е проектиран от Шандун Гаосу Груп. В строителството му са вложени 450 хиляди тона стомана и 2,3 млн. куб. метра бетон. Проектиран е да е в състояние да издържа тежки земетресения, тайфуни, и евентуални сблъсъци с кораби. Съоръжението е се крепи на повече от 5000 стълба, разположени през 35 метра, състои се от шест ленти и струва над 10 млрд. юана (US $ 1,5 млрд.).
В деня на пускането в експлоатация на моста „Дзяоджоуски залив“ е открит и тунелът Цинхуан. Той също пресича Дзяоджоуския залив в най-тясната му част и свързва Окръг Хуандао с град Циндао. Тунелът е дълъг 9,47 км.